# Conseil de l'idéologie islamique

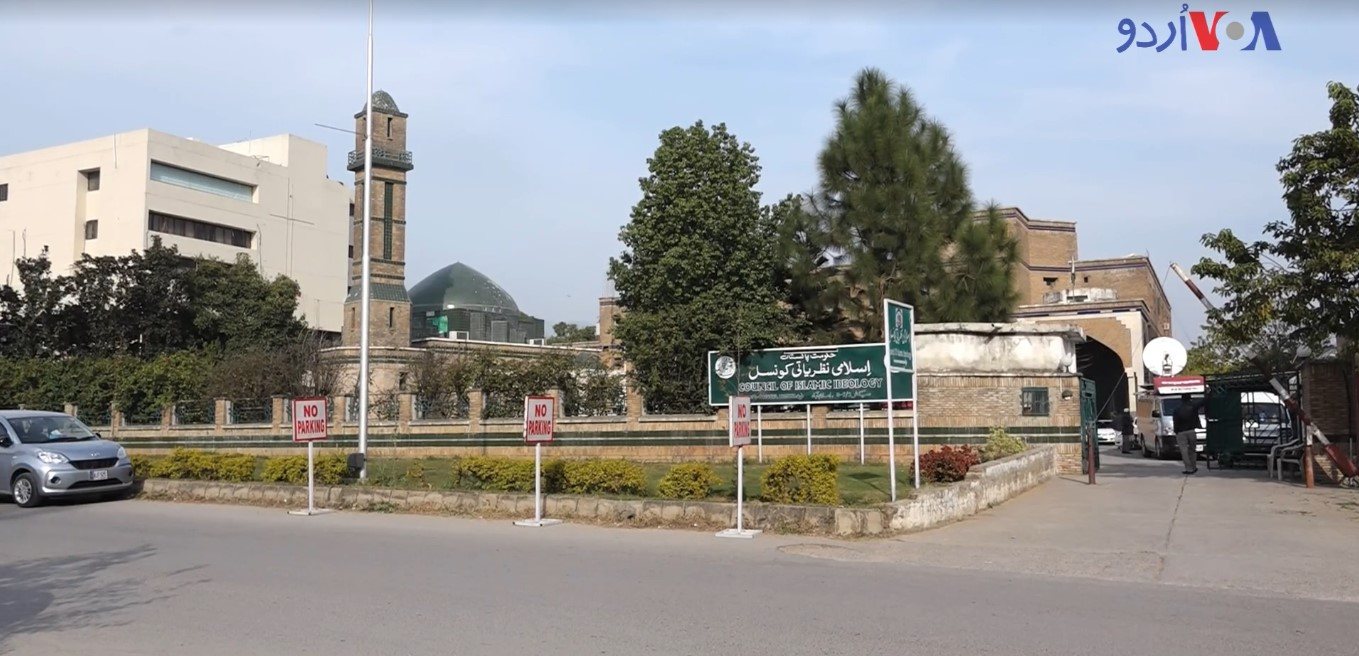
Le Conseil.

Le Conseil de l'idéologie islamique (en anglais : Council of Islamic Ideology, en ourdou : اِسلامی نظریاتی کونسل) est un organisme constitutionnel de la République islamique du Pakistan. Son rôle est de donner des avis juridiques sur des questions islamiques au gouvernement et au Parlement.

## Historique
Le Conseil de l'idéologie islamique a été créé par la Constitution de 1962 sous le régime du président Muhammad Ayub Khan. La Constitution de 1973 initiée par Zulfikar Ali Bhutto confirme l'existence de cette institution.

## Rôle
Dans la Constitution de 1973, la partie IX « provisions islamiques » prévoit les pouvoirs du Conseil de l'idéologie islamique. Ceux-ci sont essentiellement consultatifs : le Conseil émet des avis juridiques sur des questions liées à l'Islam, qu'il peut rendre au Parlement, aux assemblées provinciales, au président de la république ou aux gouverneurs. Il peut aussi emmètre des recommandations, de sa propre initiative, « en accord avec les principes et concepts islamiques tels qu’énoncés dans le Coran et la Sunna ».

## Avis notoires
- Concernant les tests ADN, le Conseil estime en 2013 qu'ils ne peuvent servir seuls de preuve lors d'un viol, la charia prévoyant le témoignage de quatre personnes. En revanche, ils peuvent être utilisés comme preuve complémentaire[2].
- Le Conseil juge en 2013, que le clonage humain et que la chirurgie de réattribution sexuelle sont illégaux sous l'Islam[3].
- En 2014, le Conseil estime que la loi pakistanaise sur les seconds mariages devrait être abrogée, car elle rend obligatoire un accord écrit de l'épouse si l'homme veut avoir une seconde épouse[4].